# وادي الرمان (جيان)
بلدية وادي الرُّمَّان أو (نقحرة: غوارومان) (بالإسبانية: Guarromán) هي بلدية تقع في مقاطعة جيان التابعة لمنطقة أندلسية جنوب إسبانيا.

## الديموغرافيا
بلغ عدد سكان بلدية وادي الرمان 2.869 نسمة عام 2011 (وفقاً للمعهد الوطني للإحصاء الإسباني).
| 2.874 | 2.831 | 2.809 | 2.909 | 2.926 | 2.936 | 2.869 |

## أعلام
- ميغيل ألفاريز خورادو